# Wild Things Run Fast
| Recensione              | Giudizio      |
| ----------------------- | ------------- |
| AllMusic                | [ 1 ]         |
| Robert Christgau        | B             |
| Sputnikmusic            | 2.4 (Average) |
| Piero Scaruffi          | [ 4 ]         |
| Dizionario del Pop-Rock | [ 5 ]         |
| 24.000 dischi           | [ 6 ]         |

Wild Things Run Fast è l'undicesimo album discografico della cantante canadese Joni Mitchell, pubblicato dall'etichetta discografica Geffen Records nell'ottobre del 1982.
L'album si piazzò al 25º posto delle chart statunitensi, mentre il singolo (You're So Square) Baby, I Don't Care si classificò al 47º posto della Chart Hot 100 di Billboard

## Tracce
Lato A
1. Chinese Cafe / Unchained Melody – 5:17 (Joni Mitchell / Hy Zaret, Alex North)
2. Wild Things Run Fast – 2:12 (Joni Mitchell)
3. Ladie's Man – 2:37 (Joni Mitchell)
4. Moon at the Window – 3:42 (Joni Mitchell)
5. Solid Love – 2:57 (Joni Mitchell)

Durata totale: 16:45
Lato B
1. Be Cool – 4:12 (Joni Mitchell)
2. (You're So Square) Baby, I Don't Care – 2:36 (Mike Stoller, Jerry Leiber)
3. You Dream Flat Tires – 2:50 (Joni Mitchell)
4. Man to Man – 3:42 (Joni Mitchell)
5. Underneath the Streetlight – 2:14 (Joni Mitchell)
6. Love – 3:46 (Joni Mitchell)

Durata totale: 19:20

## Formazione
- Joni Mitchell - voce, pianoforte, Fender Rhodes, chitarra acustica, chitarra elettrica
- Steve Lukather - chitarra elettrica
- Larry Williams - sintetizzatore, sassofono tenore
- Larry Klein - basso
- John Guerin - batteria, cori
- Larry Carlton - chitarra
- Vinnie Colaiuta - batteria
- Victor Feldman - percussioni
- Michael Landau - chitarra elettrica
- Kim Hutchcroft - sassofono baritono
- Wayne Shorter - sassofono soprano
- Kenny Rankin, Lionel Richie, James Taylor, Skip Cottrell, Robert De La Garza, Charlie Valentino, Howard Kinney - cori

Note aggiuntive:
- Joni Mitchell - produttore
- Registrato al A&M Studios da Henry Lewy e Skip Cottrell con l'assistenza di Clyde Kaplan
- Brano Be Cool registrato al Devonshire Studios, ingegnere della registrazione: Jerry Hudgins
- Mixaggi effettuati al Paramount Studios da Larry Hirsch, Larry Klein e Joni Mitchell con l'assistenza di Chase Williams
- Arrangiamenti ritmici nei brani: Wild Things Run Fast e (You're so Square) Baby, I Don't Care di Larry Klein e Vinnie Colaiuta; di Don Alias nel brano: Be Cool